# Landtagswahl in Bayern 1990
- SPD: 58
- Grüne: 12
- FDP: 7
- CSU: 127

- Regierung: 127
- Opposition: 77

Die Wahl zum 12. Bayerischen Landtag fand am 14. Oktober 1990 statt.
Die Wahlbeteiligung lag bei 65,9 %.

## Ausgangspunkt und Ergebnis
Die Landtagswahl vom 14. Oktober 1990 war die erste Wahl in Bayern nach dem Tod des langjährigen Ministerpräsidenten Franz Josef Strauß, seine Nachfolge hatte Max Streibl angetreten. Karl-Heinz Hiersemann war (wie schon 1986) der Spitzenkandidat der SPD.
Zehn Parteien traten zur Wahl an. Sieben davon waren in ganz Bayern wählbar, die Christliche Liga – Die Partei für das Leben trat nur in den Regierungsbezirken Oberbayern und Schwaben an, die Augsburger Bürger Union (ABU) nur im Regierungsbezirk Schwaben und der Bamberger Bürger-Block (BBB) nur im Regierungsbezirk Oberfranken, was nach dem bayerischen Landtagswahlsystem, das eine landesweite 5-%-Hürde vorsieht, einen Erfolg für jene Gruppierungen fast unmöglich machte. Die Republikaner erzielten ihr bestes Landtagswahlergebnis in Bayern und verpassten den Einzug in den Landtag knapp, der FDP gelang der Einzug nach acht Jahren Abwesenheit.
| Partei                                  | Kürzel | Erst- stimmen | Zweit- stimmen | Summe     | Summe in Prozent | Sitze |
| --------------------------------------- | ------ | ------------- | -------------- | --------- | ---------------- | ----- |
| Christlich-Soziale Union in Bayern      | CSU    | 3.007.566     | 3.085.948      | 6.093.514 | 54,90 %          | 127   |
| Sozialdemokratische Partei Deutschlands | SPD    | 1.494.492     | 1.387.516      | 2.882.008 | 25,97 %          | 58    |
| Die Grünen                              | Grüne  | 354.690       | 357.411        | 712.101   | 6,42 %           | 12    |
| Freie Demokratische Partei              | FDP    | 295.258       | 278.080        | 573.338   | 5,17 %           | 7     |
| Die Republikaner                        | REP    | 279.405       | 259.210        | 538.615   | 4,85 %           | –     |
| Ökologisch-Demokratische Partei         | ÖDP    | 100.114       | 92.300         | 192.414   | 1,73 %           | –     |
| Bayernpartei                            | BP     | 53.459        | 40.251         | 93.710    | 0,84 %           | –     |
| Christliche Liga                        | LIGA   | 1.364         | 5.847          | 7.211     | 0,06 %           | –     |
| Augsburger Bürger Union                 | ABU    | 2.247         | 2.079          | 4.326     | 0,04 %           | –     |
| Bamberger Bürger-Block                  | BBB    | 629           | 1.046          | 1.675     | 0,02 %           | –     |

Nach der Wahl bildete die CSU eine Alleinregierung unter der Führung von Max Streibl (Kabinett Streibl II). Nachdem dieser am 27. Mai 1993 nach langwierigen Auseinandersetzungen aufgrund der "Amigo-Affäre" zurücktreten musste, übernahm der bisherige Innenminister Edmund Stoiber die Regierungsverantwortung (Kabinett Stoiber I).